# Матос, Алекс
А́лекс Ма́тос (англ. Alex Matos; род. 3 октября 2004) — английский футболист, полузащитник и нападающий клуба Премьер-лиги «Челси», на правах аренды выступающий за «Оксфорд Юнайтед».

## Клубная карьера
Родился в Бедфорде, начал заниматься футболом в академии клуба «Лутон Таун», в 2016 году перебрался в академию клуба «Норвич Сити». Матос может играть в атакующей полузащите и нападении. В сезоне 2022/23 стал постоянным игроком «Норвича» до 18 лет. Также стал игроком команды до 21 года и забил за неё 3 гола. 1 июля 2023 года перешёл в академию «Челси», подписав контракт на три года. 2 октября 2023 года дебютировал за главную команду «Челси» в матче Английской премьер-лиги против «Фулхэма» (2:0), выйдя на замену на 95-й минуте вместо Энцо Фернандеса.
4 января 2024 года на правах аренды перешёл «Хаддерсфилд Таун» до конца сезона 2023/24.7 января 2024 года в матче кубка Англии против «Манчестер Сити», выйдя в стартовом составе.

## Карьера в сборной
Выступал за сборную Англии до 15 лет.